# Piotr Stawarczyk
Piotr Stawarczyk, né le 29 septembre 1983 à Cracovie, est un footballeur professionnel polonais. Il joue actuellement au poste de défenseur au Ruch Chorzów.

## Palmarès
- Champion de Pologne de D2 : 2006, 2009
- Finaliste de la Coupe de Pologne : 2012